# 8 (álbum de Santamaria)
8 é o sétimo álbum de estúdio da banda portuguesa Santamaria.

Contém 16 faixas, incluindo uma remistura. Foi lançado 2006 sendo o primeiro lançamento através da editora Espacial, contando com a produção de Tony Lemos e Lucas Jr..

Este álbum, 8, surge no oitavo ano da banda, podendo ser considerado o oitavo álbum da sua discografia, se contarmos também a compilação Boogie Woogie lançada em 2003.
Para o primeiro álbum ao vivo da banda 10 Anos - Ao Vivo, lançado em 2008 pela Espacial, foram escolhidos deste trabalho 2 temas: "Poder ver-te outra vez (aqui)" e "Já não tens nada a ver".
Este trabalho entrou, em Julho de 2006, para o penúltimo lugar do Top Oficial da AFP, a tabela semanal dos 30 álbuns mais vendidos em Portugal, onde apenas permaneceu por sete semanas, mas tendo atingido o 10º lugar da tabela.

## Faixas
1. "Intro" (Tony Lemos, Lucas Jr.) - 0:19
2. "Já não tens nada a ver" (Tony Lemos, Lucas Jr.) - 3:59
3. "Não estás aqui" (Eduardo Azevedo, Tony Lemos, Lucas Jr. / Tony Lemos, Lucas Jr.) - 3:37
4. "Poder ver-te outra vez (aqui)" (Eduardo Azevedo, Tony Lemos, Lucas Jr.) - 3:51
5. "Ser loucura em ti" (Tony Lemos, Lucas Jr.) - 4:08
6. "Naveguei nos teus sonhos" (Diná Real / Tony Lemos, Lucas Jr.) - 3:36
7. "És meu sol!... (és paz)" (Eduardo Azevedo, Tony Lemos, Lucas Jr. / Tony Lemos, Lucas Jr.) - 4:00
8. "Estar onde não estou" (Eduardo Azevedo/ Tony Lemos, Lucas Jr.) - 3:28
9. "No teu vazio..." (Tony Lemos, Lucas Jr.) - 4:14
10. "Luz do meu segredo" (Tony Lemos, Lucas Jr.) - 3:52
11. "És quem eu quero mais..." (Tony Lemos, Lucas Jr.) - 4:08
12. "Quando eu te abraçar" (Tony Lemos, Lucas Jr.) - 3:50
13. "Nesta dança!... (louca)" (Tony Lemos, Lucas Jr.) - 3:47
14. "Quero perder-me em teu olhar" (Tony Lemos, Lucas Jr.) - 4:16
15. "Pecado real" (Tony Lemos, Lucas Jr. / Luís Marante) - 4:36
16. "Já não tens nada a ver" (Lucana RMX) (Tony Lemos, Lucas Jr.) - 4:46